# Aquamarin – Die vernixte erste Liebe
Aquamarin – Die vernixte erste Liebe (Originaltitel: Aquamarine) ist ein US-amerikanisch-australischer Fantasyfilm aus dem Jahr 2006. Die Regie führte Elizabeth Allen. Die Handlung basiert auf einem Kinderbuch von Alice Hoffman. In Deutschland startete der Film am 15. Juni 2006 in den Kinos.

## Handlung
Die unzertrennlichen Freundinnen Claire und Hailey liegen in der Sonne und beobachten den Rettungsschwimmer Raymond, der mit einer anderen namens Cecilia flirtet. Beide sind in Raymond verliebt, der sie jedoch ignoriert. In der folgenden Nacht wütet ein heftiger Sturm, und die zwei beten und wünschen, dass sie sich nicht trennen müssen, da Haileys Mutter eine Stelle in Australien angenommen hat und bald mit ihrer Tochter dort hinziehen will.
Am nächsten Tag fällt Claire in einen Pool, der mit Meerwasser gefüllt ist, und sieht unter Wasser etwas, das sie nicht einordnen kann. Raymond rettet sie. Sie berichtet Hailey, was sie unter Wasser gesehen hat. Diese glaubt ihr zunächst nicht, geht mit Claire jedoch in der Nacht heimlich zum Pool, um der Sache auf den Grund zu gehen. Im Pool schwimmt die Meerjungfrau Aquamarine, die durch den Sturm in den Pool gespült wurde. Meerjungfrauen, so erfahren die Freundinnen, haben an Land Beine – nur nachts und bei Wasserkontakt wachsen ihnen wieder Flossen. Aquamarine ist auf der Flucht vor einer Zwangsheirat, die ihr Vater für sie arrangiert hat – mit einem Bräutigam, den sie verächtlich „Seegurke“ nennt. Sie kann dieser Hochzeit nur entfliehen, wenn sie ihrem Vater beweist, dass es die wahre Liebe gibt, die das Meeresvolk für einen Mythos hält.
Aquamarine bittet die Freundinnen um Hilfe bei ihren Werbeversuchen um Raymond. Sie bringt ihn dazu, sie zu küssen und entlockt ihm das Versprechen, auf sie zu warten. Im Gegenzug gewährt Aquamarine Claire und Hailey die Erfüllung eines Wunsches, den sie sich für später aufsparen. Am Ende laufen Claire und Hailey gemeinsam am Strand entlang.

## Hintergrund
Der Film wurde in Australien und in Louisiana gedreht. Er spielte in den Kinos den Vereinigten Staaten ca. 18,6 Millionen US-Dollar ein.
Den Song Island in the Sun singt Emma Roberts, den Song Connected singt Sara Paxton.

## Kritiken
James Berardinelli schrieb auf Reelviews, der Film sei empfehlenswert für junge Mädchen und die unglücklichen Eltern, die sie ins Kino begleiten müssen. Er schätzte, 90 % der Zuschauer würden Mädchen im Alter von 8 bis 14 Jahren sein. Für die Besitzer des Chromosoms Y, schrieb Berardinelli, sei der Film „nicht besonders interessant“. Er verglich Sara Paxton mit Reese Witherspoon in ihren jüngeren Jahren.
„Einen schrecklich süßen Film“ habe Roger Ebert gesehen. Seiner Meinung nach sei die Handlung komplett vorherzusehen, die Emotionen schlicht und simpel. Er sei sich sicher, dass dieser Film ein Publikum haben werde, aber auch, dass er selber nicht dazu gehöre.
Das Lexikon des internationalen Films schrieb, der Film sei „eine herkömmliche Teenager-Komödie ohne sonderliche inszenatorische Finessen, die sich allenfalls durch den Reifungsprozess der Figuren hervorsticht, der für dieses Sujet nicht selbstverständlich ist.“
Ruth Steinhof schrieb in der B.Z.: „Manchmal möchte man vor lauter Peinlichkeit am liebsten weggucken.“ Sie räumt allerdings ein, dass das Ende vielleicht doch nicht komplett oberflächlich sei.

## Soundtrack
Im Film sind zahlreiche Lieder zu hören:
1. One Original Thing – Cheyenne Kimball
2. Strike – Nikki Flores
3. Connected – Sara Paxton
4. Gentleman – Teddy Geiger
5. One and Only – Teitur Lassen
6. Island in the Sun – Weezer
7. Time for Me to Fly – Jonas Brothers
8. Can’t Behave – Courtney Jaye (2004)
9. Summertime Guys – Nikki Cleary
10. One Way or Another – Mandy Moore
11. Sweet Troubled Soul – stellastarr*
12. I Like the Way – BodyRockers

## Auszeichnungen
Der Film sowie Joanna „JoJo“ Levesque wurden im Jahr 2006 für den Teen Choice Award nominiert. Emma Roberts erhielt im Jahr 2007 als Beste Nebendarstellerin den Young Artist Award. Sara Paxton und Joanna „JoJo“ Levesque wurden für derer Darstellungen für den gleichen Preis nominiert.